# Kirchenkreis Schwaben-Altbayern
Der evangelische Kirchenkreis Schwaben-Altbayern ist einer der vier Kirchenkreise der Evangelisch-Lutherischen Kirche in Bayern (ELKB). Er wurde im Zuge einer Strukturreform 2025 aus den bisherigen Kirchenkreisen Augsburg, München und Regensburg gegründet. Er ist im Wesentlichen deckungsgleich mit den Regierungsbezirken Oberbayern, Niederbayern, Schwaben und Oberpfalz. Dem Kirchenkreis stehen derzeit die Regionalbischöfe Klaus Stiegler und Thomas Prieto Peral vor. Der Kirchenkreis hat drei Standorte in Augsburg, München und Regensburg.

## Geschichte
Die Landessynode der ELKB beschloss im November 2024, dass die drei Kirchenkreise München und Oberbayern, Augsburg und Regensburg ab März 2025 unter dem Namen Kirchenkreis Schwaben-Altbayern zusammengeschlossen werden. Geleitet wird dieser von den bisherigen Regionalbischöfen von München und Regensburg in gemeinsamer Amtsführung. Dieser Beschluss wurde zum 1. März 2025 in Kraft gesetzt, ein feierlicher Einweihungsgottesdienst fand am 27. März in Ingolstadt statt.

## Liste der Regionalbischöfe
- seit 2025: Klaus Stiegler und Thomas Prieto Peral

## Dekanatsbezirke
Der Kirchenkreis umfasst etwa 910.000 Gläubige in 18 Dekanatsbezirken. Diese sind aufgeteilt in zwei Regionen:

### Region Nord
- Augsburg
- Cham/Sulzbach-Rosenberg/Weiden
- Donau-Ries
- Ingolstadt
- Landshut
- Neumarkt i. d. Opf.
- Neu-Ulm
- Passau
- Regensburg

### Region Süd
- Bad Tölz
- Freising
- Fürstenfeldbruck
- Kempten
- Memmingen
- München
- Rosenheim
- Traunstein
- Weilheim